# Brixia propinqua
Brixia propinqua är en insektsart som beskrevs av Van Stalle 1983. Brixia propinqua ingår i släktet Brixia och familjen kilstritar. Inga underarter finns listade i Catalogue of Life.